# Хаггарт, Боб
Роберт Шервуд (Боб) Хаггарт (англ. Robert Sherwood Haggart; 13 марта 1914[…], Нью-Йорк, Нью-Йорк — 2 декабря 1998[…] или 3 декабря 1998, Венис, Флорида) — американский джазовый контрабасист, композитор и аранжировщик.

## Музыкальная карьера
В 1935 году Хаггарт стал участником группы Боба Кросби. Он сочинил и аранжировал также композиции как «Big Noise from Winnetka», «My Inspiration», «What’s New?», и «South Rampart Street Parade». Он оставался с группой до её распада в 1942 году, затем начал работать сессионным музыкантом, большую часть времени проводя на Decca Records. Он записывался с Билли Холидей, Дюком Эллингтоном, Бенни Гудменом и Эллой Фицджеральд; его аранжировки можно услышать в альбоме Фицджеральд Lullabies of Birdland. Он и Янк Лоусон сформировали группу Лоусона—Хаггарта, а также возглавляли «Величайший в мире джазовый оркестр» с 1968 по 1978 год. Он выступал на джазовых фестивалях до своей смерти 2 декабря 1998 года в Венисе, Флорида.

## Дискография
- Strictly from Dixie (MGM, 1960)
- Big Noise from Winnetka (Command, 1962)
- Live at the Roosevelt Grill (Atlantic, 1970)
- What’s New? (Atlantic, 1971)
- Makes a Sentimental Journey (Jazzology, 1980)
- Enjoys Carolina in the Morning (Jazzology, 1981)
- A Portrait of Bix (Jazzology, 1986)
- Enjoy Yourself! (Audiophile, 1986)
- Hag Leaps In (Arbors, 1995)
- The All-Stars at Bob Haggart’s 80th Birthday Party (Arbors, 2002)
- The Piano Giants at Bob Haggart’s 80th Birthday Party (Arbors, 2002)
- The Music of Bob Haggart (Arbors, 2002)[7]